# Gelson Dala
Jacinto Muondo "Gelson" Dala (Luanda, 13 juli 1996) is een Angolees voetballer die doorgaans speelt als spits. In juli 2022 verruilde hij Rio Ave voor Al-Wakrah. Dala maakte in 2015 zijn debuut in het Angolees voetbalelftal.

## Clubcarrière
Dala maakte in 2013 zijn debuut voor 1º de Agosto. Voor die club zou hij uiteindelijk tot zesenveertig competitiedoelpunten komen in tweeënzeventig wedstrijden. In 2016 kroonde de club zich tot landskampioen en Dala wist tot drieëntwintig treffers te komen in vijfentwintig wedstrijden. In december 2016 werd de aanvaller aangetrokken door Sporting CP, samen met zijn club- en landgenoot Ary Papel. In januari 2018 werd hij voor een halfjaar op huurbasis gestald bij Rio Ave. Na dit halve seizoen werd het huurcontract van Dala met één jaar verlengd. Een jaar later werd hij opnieuw verhuurd, ditmaal aan Antalyaspor. Dala werd in de winterstop teruggehaald, om opnieuw bij Rio Ave gestald te worden. Die club nam hem in 2020 transfervrij over. Medio 2021 werd de Angolees voor een seizoen verhuurd aan Al-Wakrah. De Qatarese club nam hem na die verhuurperiode definitief over, voor circa anderhalf miljoen euro.

## Clubstatistieken
| Seizoen | Club          | Competitie    | Competitie | Competitie | Beker | Beker | Internationaal | Internationaal | Totaal | Totaal |
| Seizoen | Club          | Competitie    | Wed.       | Dlp.       | Wed.  | Dlp.  | Wed.           | Dlp.           | Wed.   | Dlp.   |
| ------- | ------------- | ------------- | ---------- | ---------- | ----- | ----- | -------------- | -------------- | ------ | ------ |
| 2016/17 | Sporting CP B | Segunda Liga  | 17         | 13         | 0     | 0     | —              | —              | 17     | 13     |
| 2017/18 | Sporting CP B | Segunda Liga  | 6          | 4          | 0     | 0     | —              | —              | 6      | 4      |
| 2017/18 | Sporting CP   | Primeira Liga | 1          | 0          | 0     | 0     | 0              | 0              | 1      | 0      |
| 2017/18 | → Rio Ave     | Primeira Liga | 5          | 0          | 1     | 1     | —              | —              | 6      | 1      |
| 2018/19 | → Rio Ave     | Primeira Liga | 19         | 5          | 4     | 1     | 2              | 1              | 25     | 7      |
| 2019/20 | → Antalyaspor | Süper Lig     | 6          | 0          | 3     | 1     | —              | —              | 9      | 1      |
| 2019/20 | → Rio Ave     | Primeira Liga | 14         | 6          | 0     | 0     | —              | —              | 14     | 6      |
| 2020/21 | Rio Ave       | Primeira Liga | 31         | 3          | 5     | 2     | 2              | 1              | 38     | 6      |
| 2021/22 | → Al-Wakrah   | Stars League  | 17         | 11         | 11    | 8     | —              | —              | 28     | 19     |
| 2022/23 | Al-Wakrah     | Stars League  | 20         | 15         | 2     | 0     | —              | —              | 22     | 15     |
| 2023/24 | Al-Wakrah     | Stars League  | 21         | 7          | 3     | 1     | 1              | 0              | 25     | 8      |
| 2024/25 | Al-Wakrah     | Stars League  | 6          | 2          | 0     | 0     | 2              | 1              | 8      | 3      |
| Totaal  | Totaal        | Totaal        | 163        | 66         | 29    | 17    | 5              | 2              | 199    | 83     |

Bijgewerkt op 2 oktober 2024.

## Interlandcarrière
Dala maakte zijn debuut in het Angolees voetbalelftal op 13 juni 2015, toen met 4–0 gewonnen werd van Centraal-Afrikaanse Republiek. De aanvaller begon in de basis en hij wist tweemaal doel te treffen.
| Interlands van Gelson Dala voor Angola | Interlands van Gelson Dala voor Angola | Interlands van Gelson Dala voor Angola | Interlands van Gelson Dala voor Angola | Interlands van Gelson Dala voor Angola | Interlands van Gelson Dala voor Angola | Interlands van Gelson Dala voor Angola |
| №                                      | Datum                                  | Wedstrijd                              | Uitslag                                | Competitie                             | Goals                                  |                                        |
| Als speler bij 1º de Agosto            | Als speler bij 1º de Agosto            | Als speler bij 1º de Agosto            | Als speler bij 1º de Agosto            | Als speler bij 1º de Agosto            | Als speler bij 1º de Agosto            | Als speler bij 1º de Agosto            |
| -------------------------------------- | -------------------------------------- | -------------------------------------- | -------------------------------------- | -------------------------------------- | -------------------------------------- | -------------------------------------- |
| 1                                      | 13 juni 2015                           | Angola – Centraal-Afrikaanse Republiek | 4 – 0                                  | AK 2017 kwalificatie                   | 35', 63'                               |                                        |
| 2                                      | 16 juni 2015                           | Zuid-Afrika – Angola                   | 2 – 1                                  | Vriendschappelijk                      |                                        |                                        |
| 3                                      | 21 juni 2015                           | Swaziland – Angola                     | 2 – 2                                  | AFCON 2016 kwalificatie                |                                        |                                        |
| 4                                      | 4 juli 2015                            | Angola – Swaziland                     | 2 – 0                                  | AFCON 2016 kwalificatie                | 31', 86'                               |                                        |
| 5                                      | 6 september 2015                       | Madagaskar – Angola                    | 0 – 0                                  | AK 2017 kwalificatie                   |                                        |                                        |
| 6                                      | 17 oktober 2015                        | Zuid-Afrika – Angola                   | 0 – 2                                  | AFCON 2016 kwalificatie                |                                        |                                        |
| 7                                      | 24 oktober 2015                        | Angola – Zuid-Afrika                   | 1 – 2                                  | Vriendschappelijk                      | 42'                                    |                                        |
| 8                                      | 6 november 2015                        | Angola – Namibië                       | 1 – 0                                  | Vriendschappelijk                      |                                        |                                        |
| 9                                      | 7 november 2015                        | Angola – Congo-Kinshasa                | 1 – 0                                  | Vriendschappelijk                      |                                        |                                        |
| 10                                     | 13 november 2015                       | Angola – Zuid-Afrika                   | 1 – 3                                  | WK 2018 kwalificatie                   | 2'                                     |                                        |
| 11                                     | 17 november 2015                       | Zuid-Afrika – Angola                   | 1 – 0                                  | WK 2018 kwalificatie                   |                                        |                                        |
| 12                                     | 16 januari 2016                        | Angola – Guinee                        | 0 – 1                                  | Vriendschappelijk                      |                                        |                                        |
| 13                                     | 21 januari 2016                        | Congo-Kinshasa – Angola                | 4 – 2                                  | AFCON 2016                             | 76'                                    |                                        |
| 14                                     | 25 januari 2016                        | Ethiopië – Angola                      | 1 – 2                                  | AFCON 2016                             |                                        |                                        |
| 15                                     | 26 maart 2016                          | Congo-Kinshasa – Angola                | 2 – 1                                  | AK 2017 kwalificatie                   |                                        |                                        |
| 16                                     | 29 maart 2016                          | Angola – Congo-Kinshasa                | 0 – 2                                  | AK 2017 kwalificatie                   |                                        |                                        |
| 17                                     | 3 september 2016                       | Angola – Madagaskar                    | 1 – 1                                  | AK 2017 kwalificatie                   | 55'                                    |                                        |
| Als speler bij Sporting CP             |                                        |                                        |                                        |                                        |                                        |                                        |
| 18                                     | 10 juni 2017                           | Burkina Faso – Angola                  | 3 – 1                                  | AK 2019 kwalificatie                   | 23'                                    |                                        |
| Als speler bij Rio Ave                 |                                        |                                        |                                        |                                        |                                        |                                        |
| 19                                     | 9 september 2018                       | Angola – Botswana                      | 1 – 0                                  | AK 2019 kwalificatie                   | 30'                                    |                                        |
| 20                                     | 12 oktober 2018                        | Angola – Mauritanië                    | 4 – 1                                  | AK 2019 kwalificatie                   | 80'                                    |                                        |
| 21                                     | 16 oktober 2018                        | Mauritanië – Angola                    | 1 – 0                                  | AK 2019 kwalificatie                   |                                        |                                        |
| 22                                     | 18 november 2018                       | Angola – Burkina Faso                  | 2 – 1                                  | AK 2019 kwalificatie                   |                                        |                                        |
| 23                                     | 8 juni 2019                            | Angola – Guinee-Bissau                 | 2 – 0                                  | Vriendschappelijk                      |                                        |                                        |
| 24                                     | 24 juni 2019                           | Tunesië – Angola                       | 1 – 1                                  | AK 2019                                |                                        |                                        |
| 25                                     | 29 juni 2019                           | Mauritanië – Angola                    | 0 – 0                                  | AK 2019                                |                                        |                                        |
| 26                                     | 2 juli 2019                            | Angola – Mali                          | 0 – 1                                  | AK 2019                                |                                        |                                        |
| Als speler bij Antalyaspor             |                                        |                                        |                                        |                                        |                                        |                                        |
| 27                                     | 13 november 2019                       | Angola – Gambia                        | 1 – 3                                  | AK 2021 kwalificatie                   |                                        |                                        |
| Als speler bij Rio Ave                 |                                        |                                        |                                        |                                        |                                        |                                        |
| 28                                     | 13 oktober 2020                        | Mozambique – Angola                    | 0 – 3                                  | Vriendschappelijk                      | 79'                                    |                                        |
| 29                                     | 14 november 2020                       | Congo-Kinshasa – Angola                | 0 – 0                                  | AK 2021 kwalificatie                   |                                        |                                        |
| 30                                     | 17 november 2020                       | Angola – Congo-Kinshasa                | 0 – 1                                  | AK 2021 kwalificatie                   |                                        |                                        |
| Als speler bij Al-Wakrah               |                                        |                                        |                                        |                                        |                                        |                                        |
| 31                                     | 1 juni 2022                            | Angola – Centraal-Afrikaanse Republiek | 2 – 1                                  | AK 2023 kwalificatie                   | 76'                                    |                                        |
| 32                                     | 5 juni 2022                            | Madagaskar – Angola                    | 1 – 1                                  | AK 2023 kwalificatie                   | 43'                                    |                                        |
| 33                                     | 23 maart 2023                          | Ghana – Angola                         | 1 – 0                                  | AK 2023 kwalificatie                   |                                        |                                        |
| 34                                     | 27 maart 2023                          | Angola – Ghana                         | 1 – 1                                  | AK 2023 kwalificatie                   |                                        |                                        |
| 35                                     | 7 september 2023                       | Angola – Moldavië                      | 0 – 0                                  | AK 2023 kwalificatie                   |                                        |                                        |
| 36                                     | 13 oktober 2023                        | Angola – Mozambique                    | 1 – 1                                  | Vriendschappelijk                      | 85'                                    |                                        |
| 37                                     | 17 oktober 2023                        | Angola – Congo-Kinshasa                | 0 – 0                                  | Vriendschappelijk                      |                                        |                                        |
| 38                                     | 6 januari 2024                         | Congo-Kinshasa – Angola                | 0 – 0                                  | Vriendschappelijk                      |                                        |                                        |
| 39                                     | 10 januari 2024                        | Bahrein – Angola                       | 0 – 3                                  | Vriendschappelijk                      | 5'                                     |                                        |
| 40                                     | 15 januari 2024                        | Algerije – Angola                      | 1 – 1                                  | AK 2023                                |                                        |                                        |
| 41                                     | 20 januari 2024                        | Mauritanië – Angola                    | 2 – 3                                  | AK 2023                                | 30', 50'                               |                                        |
| 42                                     | 23 januari 2024                        | Angola – Burkina Faso                  | 2 – 0                                  | AK 2023                                |                                        |                                        |
| 43                                     | 27 januari 2024                        | Angola – Namibië                       | 3 – 0                                  | AK 2023                                | 38', 42'                               |                                        |
| 44                                     | 2 februari 2024                        | Nigeria – Angola                       | 1 – 0                                  | AK 2023                                |                                        |                                        |
| 45                                     | 7 juni 2024                            | Angola – Swaziland                     | 1 – 0                                  | WK 2026 kwalificatie                   |                                        |                                        |
| 46                                     | 11 juni 2024                           | Angola – Kameroen                      | 1 – 1                                  | WK 2026 kwalificatie                   |                                        |                                        |
| 47                                     | 5 september 2024                       | Ghana – Angola                         | 0 – 1                                  | AK 2025 kwalificatie                   |                                        |                                        |
| 48                                     | 9 september 2024                       | Angola – Soedan                        | 2 – 1                                  | AK 2025 kwalificatie                   |                                        |                                        |

Bijgewerkt op 2 oktober 2024.

## Erelijst
| Girabola | 1 | 2016 |